# الأميرة ماريا بيا بوربون بارما
الأميرة ماريا بيا بوربون بارما (بالإيطالية: Maria Pia di Savoia)‏ (24 سبتمبر 1934) هي الابنة البكر لأومبرتو الثاني ملك إيطاليا وماري خوسيه.